# Aonidiella tectaria
Aonidiella tectaria är en insektsart som först beskrevs av Karl Hermann Leonhard Lindinger 1909.  Aonidiella tectaria ingår i släktet Aonidiella och familjen pansarsköldlöss.
Artens utbredningsområde är Kamerun. Inga underarter finns listade i Catalogue of Life.